# Dieter Richter

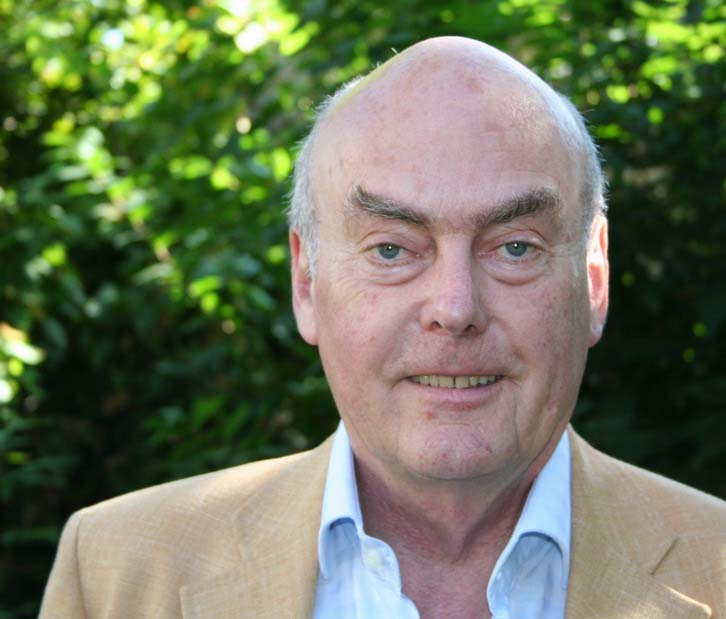
Dieter Richter (2006)

Dieter Richter (* 24. Dezember 1938 in Hof, Bayern) ist ein deutscher Germanist und Autor. Er ist emeritierter Professor für Literaturwissenschaft.

## Leben
Dieter Richter wurde als Sohn von Frieda Richter geborene Herpich und Paul Richter in Hof an der Saale geboren. Er studierte Germanistik, daneben Altphilologie und Theologie, an der Universität München und der Universität Göttingen. Dort wurde er 1966 bei Hans Neumann promoviert und Assistent.
Im Jahr 1972 erhielt er ein Habilitations-Stipendium und wurde als Professor für Literaturwissenschaft (Kritische Literaturgeschichte und literaturwissenschaftliche Methodenlehre) an die Universität Bremen berufen. Anfänglicher Schwerpunkt seiner wissenschaftlichen Arbeit war die Deutsche Philologie des Mittelalters (vor allem die geistliche Literatur). Im Zusammenhang mit der Neugründung der Universität Bremen beschäftigte er sich mit Problemen der Hochschulreform und einer kritischen Neudefinition der Germanistik und ihrer Arbeitsfelder und -methoden. Damit wurden bislang wissenschaftlich kaum beachtete, aber gesellschaftlich einflussreiche Textgattungen (vor allem Kinder- und Popularliteratur) interessant. Es entstanden Arbeiten zur Märchenforschung und zur Geschichte der Kindheit. Seit den 1990er Jahren und im Zusammenhang mit verschiedenen Gastprofessuren an italienischen Universitäten und der Mitarbeit in süditalienischen Forschungseinrichtungen beschäftigt sich Richter zunehmend mit Themen der Grand Tour, der Geschichte der deutsch-italienischen Beziehungen und der Landeskunde Süditaliens, vor allem der Gegend von Neapel. Methodischer Ausgangspunkt seiner neueren Arbeiten ist dabei ein integrativer Begriff von Kulturgeschichte, in dem Betrachtungsweisen der Literatur- und Kunstgeschichte, der Ethnologie und der materiellen Geschichtsforschung verschmelzen.
Neben seiner Tätigkeit als Autor und Übersetzer (u. a. der neapolitanischen Märchen von Giambattista Basile) ist Richter auch als Kurator verschiedener kulturhistorischer Ausstellungen in Deutschland und Italien bekannt geworden. Er gehört außerdem zu den Gründungsmitgliedern der Gruppe Der Rote Elefant.
Seit 2004 ist Richter emeritiert und freiberuflich tätig. Er war ab 1965 verheiratet mit Sabine Richter geborene Gurski (1940–2015) und ist Vater zweier Söhne, darunter der Sachbuchautor Pavel Richter. 
Dieter Richter lebt in Bremen und ist Ehrenbürger der Stadt Amalfi. Am 2. Juni 2008 wurde ihm der Verdienstorden der Italienischen Republik verliehen. Für sein Buch Der Süden. Geschichte einer Himmelsrichtung erhielt Richter den zweiten Platz des NDR Kultur Sachbuchpreises 2009, den er sich mit Philipp Blom (Der taumelnde Kontinent. Europa 1900–1914) teilte. 2023 verlieh ihm seine Geburtsstadt Hof die Johann-Christian-Reinhart-Plakette für besondere kulturelle Leistungen.

## Schriften (Auswahl)
Monografien
- Die deutsche Überlieferung der Predigten Bertholds von Regensburg. Untersuchungen zur geistlichen Literatur des Spätmittelalters. Beck, München 1969.
- Der heimliche Erzieher. 1974.
- mit Johannes Merkel: Märchen, Phantasie und soziales Lernen. Basis, Berlin 1974.
- Literatur im Feudalismus. 1975.
- Schlaraffenland. Geschichte einer populären Phantasie. Diederichs, Köln 1984, ISBN 3-424-00789-7. S. Fischer, Frankfurt 1995.
- Das fremde Kind. Zur Entstehung der Kindheitsbilder des bürgerlichen Zeitalters. S. Fischer, Frankfurt 1987.
- La luce azzurra. Saggi sulla fiaba. Mondadori, Mailand 1995.
- Pinocchio oder Vom Roman der Kindheit. S. Fischer, Frankfurt 1995. U.d.T. Carlo Collodi und sein Pinocchio, Wagenbach, Berlin 2004.
- Il mito della Grotta Azzurra. La nascita di un luogo romantico tra folklore, letteratura e viaggio. Electa, Neapel 1995.
- Il giardino della memoria. Il Cimitero acattolico di Capri. La Conchiglia, Capri 1996.
- Napoli cosmopolita. Viaggiatori e comunità straniere nell´Ottocento. Electa, Neapel 2002.
- Jean Paul und Italien. Jean-Paul-Edition, Joditz 2002.
- Neapel – Biographie einer Stadt. Wagenbach, Berlin 2005.
- Der Vesuv. Geschichte eines Berges. Wagenbach, Berlin 2007.
- Der Süden. Geschichte einer Himmelsrichtung. Wagenbach, Berlin 2009.
- Von Hof nach Rom. Johann Christian Reinhart. Ein deutscher Maler in Italien. Eine Biographie. Transit Verlag, Berlin 2010, ISBN 978-3-88747-245-0.
- Goethe in Neapel. Wagenbach, Berlin 2012.
- Jean Paul. Eine Reise-Biographie. Transit Verlag, Berlin 2012, ISBN 978-3-88747-280-1.
- Das Meer. Geschichte der ältesten Landschaft. Wagenbach, Berlin 2014, ISBN 978-3-8031-3648-0.
- Die Insel Capri. Ein Portrait. Wagenbach, Berlin 2018, ISBN 978-3-8031-2795-2.
- Fontane in Italien. Wagenbach, Berlin 2019, ISBN 978-3-8031-1348-1.
- Visioni del Sud. Scritti interculturali 1988-2018. CCSA, Amalfi 2019, ISBN 978-88-88283-62-3.
- Con gusto. Die kulinarische Geschichte der Italiensehnsucht. Wagenbach, Berlin 2021. ISBN 978-3-8031-1362-7.

Herausgeberschaften
- mit Heiner Boehncke: Nicht heimlich und nicht kühl. Entgegnungen an Dienst- und andere Herren. Ästhetik und Kommunikation, Berlin 1977.
- Fremdenverkehr und lokale Kultur. Kulturanthropologische Untersuchungen an der Küste von Amalfi. KEA, Bremen 1999.
- La scoperta del Sud. Il Meridione, l´Italia, l´Europa. Slatkin, Genf 1994.
- mit Christian Marzahn: Bremen und Italien. Zur Geschichte einer Beziehung. Temmen, Bremen 1994.
- mit Hasso Spode und anderen: Voyage. Jahrbuch für Reise- & Tourismusforschung. Berlin 2001–2009.
- mit Ludwig Wamser: Vorbild Herculaneum. Römisches Bayern und Antikenrezeption im Norden. München 2006.

Editionen und Anthologien
- Berthold von Regensburg: Deutsche Predigten. Fink, München 1968.
- Das politische Kinderbuch. Eine aktuelle historische Dokumentation. Luchterhand, Darmstadt 1973.
- Sammlung alter Kinderbücher. 1977 ff.
- mit Johannes Merkel: Carl Dantz: Peter Stoll. Ein Kinderleben von ihm selbst erzählt [1925]. Weismann, München 1978.
- Wilhelm Lamszus: Das Menschenschlachthaus. Bilder vom kommenden Krieg [1912]. Weisman, München 1980.
- Kindheit im Gedicht. Deutsche Verse aus acht Jahrhunderten. S. Fischer, Frankfurt 1992.

- August Kopisch: Entdeckung der Blauen Grotte auf der Insel Capri [1838]. Wagenbach, Berlin 1997. 2009.

- Neapel. Eine literarische Einladung. Wagenbach, Berlin 1998. 2008.
- Briganten am Wege. Deutsche Reisende und das Abenteuer Italien. Insel, Frankfurt 2002.
- Pompeji und Herculaneum. Ein Reisebegleiter. Insel, Frankfurt 2005.
- Stefan Andres: Terrassen im Licht. Italienische Erzählungen. Wallstein, Göttingen 2009.

## Ausstellungen (Auswahl)
- Alla ricerca del Sud. Tre secoli di viaggio ad Amalfi nell´immaginario europeo. Firenze (La Nuova Italia) 1989. [Amalfi, Antichi Arsenali].
- Süßhunger. Zur Kulturgeschichte des Süßen. Bremen (Gasseleder) 1990 [Überseemuseum Bremen].
- I profumi di Reid. Uno scavo archeologico a Villa Rufolo e la vita di un inglese nella Ravello dell´Ottocento. Napoli (Electa) 1999 [Ravello, Villa Rufolo] (zusammen mit Matilde Romito).
- Stefan Andres und Positano. Ein Schriftsteller und Künstler „am Rande der Welt“. Salerno 2000 [Positano, Museo del Duomo].
- Die letzten Stunden von Herculaneum. Mainz (Zabern) 2005 [Römermuseum Haltern, Pergamonmuseum Berlin, Archäologische Staatssammlung München] (zusammen mit Josef Mühlenbrock).
- Blicke auf Rom / Sguardi su Roma. Dem Deutsch-Römer Johann Christian Reinhart zum 250. Geburtstag. Rom, Casa di Goethe, 2. Februar 2011 – 15. Mai 2011.
- Lady Hamilton. Eros und Attitüde. Schönheitskult und Antikenrezeption in der Goethezeit. Rom, Casa di Goethe, 24. September 2015 – 17. Januar 2016; Wörlitz, Haus der Fürstin, 4. Juni – 18. September 2016. Katalog Petersberg (Verlag Michael Imhof) 2015.